# Antoine Hey
Antoine „Tony“ Hey (* 19. September 1970 in West-Berlin) ist ein ehemaliger deutscher Fußballspieler und heutiger -trainer.

## Spielerkarriere
Antoine Hey wurde als Sohn des Fußballspielers Jonny Hey in West-Berlin geboren und wuchs überwiegend in Nordrhein-Westfalen auf, wo sein Vater den Großteil seiner Karriere verbrachte. Antoine Hey spielte in seiner Jugend beim VfB 03 Hilden und der Spvg. Hilden 05/06, bevor er zur Saison 1989/90 zu Fortuna Düsseldorf in die Fußball-Bundesliga wechselte. In insgesamt drei Spielzeiten trat Hey in 49 Spielen für die Fortuna an und erzielte fünf Treffer. Nachdem Düsseldorf am Ende der Saison 1991/92 abgestiegen war, wechselte der Mittelfeldspieler zum Ligakonkurrenten FC Schalke 04.
Hier kam Hey in zwei Spielzeiten auf 19 Einsätze, bei denen er kein Tor erzielte, und wechselte zur Saison 1993/94 zum damaligen Zweitligisten Tennis Borussia Berlin. Für die Hauptstädter erzielte Hey in 27 Begegnungen sieben Treffer. Nach dem Abstieg TeBes am Saisonende wechselte er innerhalb der 2. Bundesliga zum SC Fortuna Köln.
Bei den Domstädtern bestritt Hey in drei Spielzeiten 94 Spiele und erzielte dabei 16 Tore, bevor er im Sommer 1997 zu Birmingham City wechselte und dort zwei Spielzeiten blieb. Von England aus kehrte Hey 1999 zu seinem Heimatverein Fortuna Düsseldorf in die Regionalliga West/Südwest zurück und wechselte ein Jahr später zur Saison 2000/01 zum damaligen Zweitligisten VfL Osnabrück.
In dieser Saison bestritt Hey 33 Zweitligaspiele, erzielte dabei aber kein Tor. Nach einer halbjährigen Tätigkeit (1. Dezember 2001 bis 30. Juni 2002) als Co-Trainer beim Wuppertaler SV und zwei weiteren Spielzeiten 2001/02 und 2002/03 beim zyprischen Erstligisten Anorthosis Famagusta sowie einem dreimonatigen Kurzeinsatz zwischen März und Juli 2003 beim englischen Drittligisten Bristol City wechselte Hey 2003 zum damaligen Regionalligisten VfR Neumünster. Hier übernahm er neben seiner Spielerposition im Mittelfeld auch den Posten des Trainers. Im Mai 2004 wurde Antoine Hey wegen andauernder Uneinigkeiten über seine Vertragsverhältnisse mit dem VfR vom Vereinsvorstand beurlaubt. Mit Ende der Saison 2003/04 beendete Antoine Hey dann auch seine aktive Karriere.

## Trainerkarriere
Heys erste Station als Trainer war der Wuppertaler SV, den er vom 1. Dezember 2001 bis zum 30. Juni 2002 betreute. Der zu diesem Zeitpunkt noch aktive Hey übernahm am 1. September 2003 beim VfR Neumünster in der Regionalliga Nord als Spielertrainer die Führung der Mannschaft. Diese Position hatte Hey bis zu seinem Karriereende am 30. Mai 2004 inne.
Am 1. September 2004 wurde Hey Trainer der lesothischen Fußballnationalmannschaft. Nach 15-monatiger Anstellung in Lesotho wurde er zum 1. Januar 2006 vom Traineramt entlassen und am 1. September 2006 Nationaltrainer der Gambias. Im April 2007 erfolgte die Trennung zwischen Antoine Hey und der GFA auf Grund von Differenzen mit dem Sportminister Sheikh Omar Fye über die Entlohnung des gebürtigen Berliners.
Am 30. Mai 2007 gab der tunesische Erstligist US Monastir die Verpflichtung Heys als Cheftrainer für die Saison 2007/08 bekannt. Der Verein entließ ihn Ende August 2007 bereits nach dem zweiten Spieltag.
Ab dem 1. März 2008 erhielt Hey einen Einjahresvertrag als Nationaltrainer Liberias. Nach Ablauf des Vertrages in Liberia im Februar 2009 übernahm Hey die Nationalmannschaft Kenias. In Kenia gibt es Streitigkeiten zwischen der heimischen Liga und dem Verband über die Abstellung von Nationalspielern, in deren Verlauf Hey im März und im Mai 2009 insgesamt elf Spieler aus der Nationalmannschaft ausschloss. Im November 2009 legt Hey sein Amt als Nationaltrainer Kenias nieder, da wiederholt versucht wurde, Einfluss bei Auf- und Einstellung der Mannschaft zu nehmen. Im weiteren Verlauf verspielte Kenia die mögliche Afrika-Cup-Qualifikation und scheiterte ebenso als Ausrichter des CECAFA-Cups 2009 in der Vorrunde.
Am 1. Juli 2010 unterschrieb Hey einen Vierjahresvertrag als Technischer Direktor der Libyan Football Federation. Zum 1. Mai 2015 unterschrieb Hey einen Vierjahresvertrag als Sportdirektor des Bahrain Football Association (BFA). Im November 2016 übernahm Hey als Trainer den sudanesischen Verein Al-Merrikh, von dem er im Januar 2017 wegen schlechter Resultate entlassen wurde.
Im März 2017 übernahm er den Trainerposten der Nationalmannschaft Ruandas, bat aber schon im Januar 2018 um Auflösung des Vertrags. 2018 trainierte Antoine Hey kurzzeitig die Nationalmannschaft sowie die U23 von Myanmar. Sein Nachfolger Miodrag Radulović wurde nach Misserfolgen in der Qualifikation zur WM-Endrunde 2022, darunter eine 0:7-Niederlage gegen Kirgisistan, im Herbst 2019 entlassen, so dass der Verband ihn im Oktober 2019 zurückholte. Mit der Auswahl Myanmars nahm er an den Südostasienmeisterschaften 2021 sowie 2022 teil und scheiterte dort beide Male in der Gruppenphase. Am 31. Januar 2023 wurde Hey entlassen. Im Juli 2025 unterschrieb er einen Einjahresvertrag beim algerischen Verein ES Sétif.
Hey ist Inhaber der Fußballlehrerlizenz (UEFA Pro Licence) und des englischen FA-Coaching-Certificate. Er ist Trainerausbilder der UEFA für englischsprachige Länder des afrikanischen Kontinents.